# Джеймс Гордон Фаррел
Джеймс Гордон Фаррел (James Gordon Farrell ; 25 січня 1935 — 11 серпня 1979) — британський письменник ірландського походження. Здобув популярність завдяки серії романів, відомих як «Імперська трилогія» («Проблеми», «Облога Крішнапура» та « Захоплення Сінгапуру»), в яких розглядаються політичні та людські наслідки британського колоніального правління.

## Біографія
Фаррел народився Ліверпулі в родині ірландського походження, був другим із трьох братів. Його батько, Вільям Фаррелл, працював бухгалтером у Бенгалії, а в 1929 році одружився з Пруденс Джозефін Рассел. У 12 років Фаррел вступив до Rossall School у Ланкаширі. Після Другої світової війни Фаррел переїхали до Дубліна. Після випуску з Rossall School він викладав у Дубліні, а потім працював на Лінії «Дью» в канадській Арктиці. У 1956 році він вступив до Брасенос-коледжу, де заразився поліомієлітом. Ця хвороба зайняла чільне місце у його творах. У 1960 році він завершив навчання в Оксфорді з відзнакою з французької та іспанської мов та переїхав до Франції, де почав викладати в ліцеї й пропрацював два роки.
Свій перший роман «Людина з іншого місця» Фаррел опублікував у 1963 році.
Головним твором Фаррела вважається так звана «Імперська трилогія», в якій автор розповідає про крах Британської імперії. Трилогія складається з романів «Неприємності», 1970, про заворушення в Ірландії в 1919—1921 рр., «Облога Крішнапура», 1973, про повстання сипаїв в Індії в 1857/1858 рр., за який він отримав Букерівську премію, та «Захоплення Сінгапуру», 1978 р. про падіння Сінгапуру в Другій світовій війні.
У 1971 році за роман «Неприємності» отримав Меморіальну премію Джеффрі Фабера, а в 1973 році роман «Облога Крішнапура» був відзначений Букерівською премією. При врученні Букерівської премії, Фаррелл звинуватив компанію Booker-McConnell, головного спонсора премії, в експлуатації чорношкірих робітників у Карибському басейні.
У 1979 році Фаррел залишив Лондон та переїхав на півострові Шипс-Гед у графстві Корк. Через кілька місяців він потонув на березі затоки Бантрі, коли впав у море зі скель під час риболовлі . Йому було 44 роки .
Фаррел похований на цвинтарі Апостольської церкви Св. Джеймса у Дуррусі.
У 2010 році роман «Проблеми» був ретроспективно нагороджений премією Lost Man Booker Prize, створеною для визнання творів, опублікованих у 1970 році. Через зміну правил відбору роман «Проблеми» та інші твори, що увійшли до короткого списку, не розглядалися журі.

## Твори
Проза
- A Man From Elsewhere. A Novel, 1963.
- The Lung, 1965.
- A Girl in the Head, 1967.
- Troubles, 1970 (Empire Trilogy 1).
- The Siege of Krishnapur, 1973 (Empire Trilogy 2).
- The Singapore Grip, 1978 (Empire Trilogy 3).
- The Hill Station. An Unfinished Novel, and, an Indian Diary, 1981.

Листування
- Lavinia Greacen: J. G. Farrell in His Own Words. Selected Letters and Diaries, 2009.